# Рододендрон мелколистный
Рододе́ндрон мелколи́стный (лат. Rhododendron parvifolium) — вечнозелёный кустарник, представитель рода рододендрон.
По данным The Plant List Rhododendron parvifolium является синонимом Rhododendron lapponicum (L.) Wahlenb.

## Распространение и экология
Распространён в Монголии, Северной Америке, на Корейском полуострове, в некоторых районах Китая. На территории Дальнего Востока России встречается в средней и северной части горного хребта Сихотэ-Алинь, устье Амура, по побережью Охотского моря (Хабаровский край), в бассейне Буреи и Зеи (Амурская область), на севере и в центральной части Сахалина, на Чукотке.
Растёт в горах, на каменистых россыпях, у гольцов, на плоскогорных болотах, в заболоченных лиственничниках.

## Ботаническое описание
Ветвистый вечнозелёный кустарник высотой до 1 метра. Высокогорная форма Rhododendron parvifolium var. alpinum Glihn высотой 20—30 см. Листья мелкие — от 10 до 20 мм в длину при 4—7 мм в ширину, эллиптические или продолговато-обратнояйцевидные, туповатые, со слегка загнутыми вниз краями, кожистые, с обеих сторон покрыты желёзками, зимующие, опадающие при распускании молодых листьев. В соцветии 2—5 цветков. Цветоножка 3—8 мм. Венчик фиолетово-розовый, изредка почти белый, от 1,5 до 2 см в диаметре. Плод — ржаво-железистая коробочка 4—5 мм в длину. Цветёт в мае — июле.

## В культуре
В культуре с 1877 года, используется в альпинариях. В СССР испытан в Кировске и в Полярно-альпийском ботаническом саду (Ленинград). В этих местах зимостоек, плодоносит.
В ГБС с 1964 года. Семена собраны в Тункинских Гольцах Бурятии. В питомнике имеется один экземпляр. Высота кустарника в 3 года 0,08 м. Растёт медленно. Годичный прирост побегов немного больше 1 см. Рост побегов наблюдается с конца мая до конца июля — начала августа. На момент публикации цвел один раз слабо в июне. Листья второго года жизни слегка желтеют в конце августа, в сентябре некоторые приобретают грязно-коричневую окраску и в октябре частично опадают. Плоды не завязались. Побеги одревесневают на 100 %. Зимует под снегом. Зимостойкость I. Опыт интродукции рододендрона мелколистного в Москве показал, что имеются значительные трудности в сохранении сеянцев, а также не разработаны агротехнические приемы получения посадочного материала.